# Wylam
Wylam è una cittadina situata circa 16 km ad ovest di Newcastle upon Tyne. Fa parte del distretto di Tynedale, a sua volta incluso nella contea del Tyne and Wear (precedentemente nel Northumberland). La sua fama deriva dal fatto d'essere luogo di nascita di George Stephenson e del figlio Robert, tra i pionieri dell'ingegneria ferroviaria, e sede, già dal 1748, di una linea protoferroviaria in legno su cui anche Trevithick, altro ingegnere del campo, ebbe modo di lavorare. La casa di Stephenson padre è tuttora visibile sulla riva settentrionale del fiume Tyne, appena fuori dal centro abitato. È sotto la protezione del National Trust e può essere visitata.
Nei tempi andati una zona industriale con miniere di carbone e acciaierie, ora è solo una città di passaggio/attraversamento per pendolari tra le città vicine di Newcastle e Hexham, sulla linea ferroviaria della Tyne Valley Line.
Un ponte ad arco, il Points Bridge, chiamato anche ponte a mezzaluna, 80 m in ferro battuto che consentivano a un'altra linea ferroviaria del passato di attraversare il fiume, è ora un ponte solo pedonale: costruito nel 1876, si ritiene che possa essere stato il modello per il successivo ponte sullo stesso fiume nella vicina città di Newcastle stessa. 
Le abitazioni sono circa 800, e la chiesa parrocchiale risale al 1886 circa.